# Chieftain
A FV 4201 Chieftain, a Brit Szárazföldi Erők által használt közepes harckocsi, 1960-as évektől az 1970-es évekig állt szolgálatban. Generációjának egyik legerősebb löveggel és páncélzattal rendelkező harckocsija volt. Jelenleg is szolgálatban áll Iránban, Jordániában, Kuvaitban és Ománban.